# 장도송
장도송은 대한민국의 금융인이다. 조흥은행 연수원장을 역임했다.